# Ficus lifouensis
Ficus lifouensis är en mullbärsväxtart som beskrevs av Edred John Henry Corner. Ficus lifouensis ingår i släktet fikonsläktet, och familjen mullbärsväxter. Inga underarter finns listade i Catalogue of Life.